# Lista de selos de Portugal - República - 1975-1989
A categoria Selos de Portugal - República inclui todas as emissões comemorativas de Portugal no período da República, ou seja, depois de 1910. Este artigo de catálogo contém todos os selos desde 1975 até 1989.
| - Selo Campanha de Dinamização Cultural e Esclarecimento Cívico - Selo Aniversário do Movimento de 25 de Abril - Selo Ano Santo - Selo EUROPA 175 - Selo Abertura da Assembleia Constituinte - Selo XXXVI Rallye da Federação Internacional de Campismo e Caravanismo - Selo XXX Aniversário das Nações Unidas - Selo XXVI Congresso de Federação Internacional de Astronáutica - Selo 1.º Centenário da Sociedade de Geografia de Lisboa - Selo Ano Europeu de Protecção do Património Arquitectónico - Selo Ano Internacional da Mulher 1976 - Selo 1.° Cinquentenário de Sociedade Portuguesa de Autores - Selo Invenção do Telefone - Selo Apoio à Produção Nacional - Selo EUROPA 1976 - Selo INTERPHIL-76 - Selo Lei as Sesmarias - Selo XXI Jogos Olímpicos - Selo Alfabetização - Selo Segunda Exposição Mundial Temática PORTUCALE-77 - Selo Exposição Filatélica LUBRAPEX-76 - Selo 1.º Centenário da Caixa Geral de Depósitos - Selo Águas Protecção das Zonas Húmidas (ciclo de recursos naturais) - Selo Consolidação das Instituições Democráticas - Selo Dia Mundial da Saúde - Selo Energia (ciclo de recursos naturais) 1977 - Selo Entrada de Portugal para o Conselho da Europa - Selo Dia Nacional de Luta Anti-Alcoolismo - Selo Floresta (ciclo dos recursos naturais) - Selo Ano Mundial dos Reumatismos e de Prevenção Reumatológica - Selo EUROPA 1977 - Selo 7° Centenário da Morte do Papa João XXI - Selo Dia de Camões e des Comunidades Portuguesas - Selo Educação Permanente - Selo Subsolo (ciclo de recursos naturais) - Selo Centenário da Morte de Alexandre Herculano - Selo Centenário do Caminho de Ferro a Norte do Rio Douro - Selo II Exposição Mundial Temática Portucale-77: Barcos da Costa Portuguesa - Selo Natal 1977 1978 - Selo Solo (ciclo dos recursos naturais) - Selo Segurança Rodoviária - Selo EUROPA 1978 - Selo XIX Séculos do Município de Chaves - Selo Desporto para Todos - Selo IV Centenário da Morte de Pedro Nunes - Selo Pesca (ciclo de recursos naturais) - Selo Lançamento do Código Postal - Selo Cinquentenário da Morte de Magalhães Lima - Selo XXX Aniversário da Declaração Universal dos Direitos do Homem e do XXV Aniversário da Convenção Europeia dos Direitos do Homem - Selo Centenário do Museu dos CTT 1979 - Selo O Emigrante Português - Selo Luta Contra a Poluição Sonora - Selo 30º Aniversário da OTAN - Selo EUROPA 1979 - Selo Ano Internacional da Criança - Selo Dia de Portugal - Selo Deficiente Mental Cidadão com Direitos - Selo 50º Aniversário do B.I.E./UNESCO - Selo Carros Populares Portugueses - Selo Grandes Vultos do Pensamento Republicano - Selo Por um Serviço Nacional de Saúde - Selo Natal 1979 1980 - Selo Primeira Emissão Açores - Selo Primeira Emissão Madeira - Selo 75º Aniversário de Rotary Internetional - Selo Grandes Vultos do Pensamento Republicano - segunda série - Selo EUROPA 1980 - Selo Animais do Zoo de Lisboa - Selo IV Centenário da Morte de Camões - Selo IV Centenário de "A Peregrinação" de Fernão Mendes Pinto - Selo Conferência Mundial de Turismo - Selo Conferência Mundial de Turismo (Açores) - Selo Conferência Mundial de Turismo (Madeira) - Selo LUBRAPEX-80 - Selo Poupança de Energia - Selo 2° Centenário da Academia das Ciências de Lisboa - Selo O Tabaco ou a Saúde, a Escolha é Sua 1981 - Selo Censos-81 - Selo Barcos dos Rios Portugueses - Selo Cães de Raça Portuguesa - Selo 5 Séculos do Azulejo em Portugal - Selo 1° de Maio, Dia do Trabalhador - Selo EUROPA 1981 (Folclore) - Selo EUROPA 1981 (As Cavalhadas de S. Pedro) - Açores - Selo EUROPA 1981 (Folclore) - Madeira - Selo 750.° Aniversário da Morte de Santo António de Lisboa - Selo Aniversário de Descoberta da Ilha de Madeira - Selo 4° Centenário de Batalha da Salga - Selo 5° Centenário da Subida ao Trono de D. João II - Selo Flores Regionais dos Açores - Selo Flores Regionais da Madeira - Selo 125 Anos do Caminho de Ferro em Portugal - Selo Homenagem ao Bombeiro Português - Selo Natal 1981 1982 - Selo 8.° Centenário do Nascimento de S. Francisco de Assis - Selo Flores Regionais dos Açores - segundo grupo - Selo 1.° Centenário da Elevação a Cidade de Figueira da Foz - Selo 25.° Aniversário da Comunidade Económica Europeia (CEE) - Selo 5 Séculos do Azulejo em Portugal - Selo Grandes Acontecimentos Desportivos - Selo 1.° Centenário da Inauguração da Rede Telefónica Pública em Portugal - Selo EUROPA 1982 - Selo EUROPA 1982 - Açores - Selo EUROPA 1982 - Madeira - Selo Visita a Portugal de Sua Santidade o Papa João Paulo II - Selo PHILEXFRANCE - Aves da Reserva Natural do Estuário do Tejo - Selo Centenário de Descoberta do Bacilo da Tuberculose por Robert Koch - Selo Flores Regionais de Madeira - segundo grupo - Selo Campanha Contra o Alcoolismo na Estrada - Selo LUBRAPEX 82 - Selo 2.° Centenário da Morte do Marquês de Pombal - Selo AÇORES - Arquitectura Regional - O Império do Espírito Santo - Selo MADEIRA - Etnografia Regional - O Brinco 1983 - Selo 75 Anos da Administração-Geral do Porto de Lisboa - Selo Centenário de "Alliance Française" - Selo Exportar Mais Interessa a Todos - Selo Ano Mundial das Comunicações - Selo Uniformes Militares Portugueses - Marinha - Selo 5 séculos do Azulejo em Portugal - Selo XVII EXPO - Exposição Europeia de Arte, Ciência e Cultura - Selo EUROPA 1983 - Selo EUROPA 1983 - Açores - Selo EUROPA 1983 - Madeira - Selo Conferência Europeia dos Ministros dos Transportes - Selo Bandeira da Região Autónoma dos Açores - Selo Flores Regionais dos Açores - terceiro grupo - Selo Bandeira de Região Autónoma da Madeira - Selo Espécies Marinhas Ameaçadas da Costa Portuguesa - Selo 6.° Centenário da Revolução de 1383 - Selo Flores Regionais de Madeira - terceiro grupo - Selo À Conquista do Espaço - Selo Natal 1983 1984 - Selo Centenário do Jardim Zoológico da Lisboa - Selo Uniformes Militares Portugueses - Força Aérea - Selo Trajes Típicos Açorianos - Selo 5 Séculos do Azulejo em Portugal - Selo Eventos de Projecção Internacional - Selo 10° Aniversário da Revolução de 25 de Abril de 1974 - Selo EUROPA 1984 - Selo EUROPA 1984 - Açores - Selo EUROPA 1984 - Madeira - Selo LUBRAPEX 84 - Selo XXIII Jogos Olímpicos - Selo XXV Aniversário do Rali da Madeira - Selo Insectos dos Açores - Selo Datas da História de Portugal - Selo Transportes Típicos da Madeira 1985 - Selo Uniformes Militares Portugueses - Exército - Selo Insectos dos Açores - segundo grupo - Selo 5 Séculos do Azulejo em Portugal - Selo Quiosques de Lisboa - Selo 25º Aniversario da EFTA - Selo Ano Internacional da Juventude - Selo EUROPA 1985 - Selo EUROPA 1985 - Açores - Selo EUROPA 1985 - Madeira - Selo Barcos Típicos dos Açores - Selo Datas da História de Portugal - Selo Espécies Marinhas da Madeira - Selo Arquitectura Popular Portuguesa - Selo Transportes Típicos da Madeira - Selo Vultos das Artes, Letras e Pensamento Portugueses - Selo Reservas e Parques Naturais Portugueses - Selo Natal 1985 1986 - Selo Entrada de Portugal para a CEE - Selo Espécies Marinhas da Madeira - Selo Castelos e Brasões de Portugal - primeiro grupo - Selo Ano Internacional da Paz - Selo Arquitectura Popular Portuguesa - segundo grupo - Selo Centenário do Automóvel - Selo Castelos e Brasões de Portugal - segundo grupo - Selo EUROPA 1986 - Selo EUROPA 1986 - Açores - Selo EUROPA 1986 - Madeira - Selo Cavalos de Raça Portuguesa - Selo Passagem do Cometa Halley - Selo Fortalezas da Madeira - Selo Datas da História de Portugal - Selo Arquitectura Regional dos Açores - Selo Castelos e Brasões de Portugal - terceiro grupo - Selo Dia do Selo - Selo 75 Anos da Guarda Nacional Republicana - Selo 50 Anos da Ordem dos Engenheiros - Selo LUBRAPEX 86 - Selo Transportes Típicos dos Açores 1987 - Selo Castelos e Brasões de Portugal - quarto grupo - Selo 75 Anos de Turismo - Selo Arquitectura Popular - terceiro grupo - Selo Madeira - Aves da Região - Selo Ano Europeu do Ambiente - Selo Castelos e Brasões de Portugal - quinto grupo - Selo EUROPA 1987 - Portugal, Açores, Madeira - Selo Faróis da Costa Portuguesa - Selo Janelas e Varandas dos Açores - Selo Monumentos da Madeira - Selo 500 anos do início da viagem de Bartolomeu Dias - Selo 300 anos da Emissão do Papel-Moeda em Portugal - Selo 150 anos do Real Gabinete Português de Leitura do Rio de Janeiro - Selo Centenário do nascimento de Amadeo de Sousa Cardoso - Selo Castelos e Brasões de Portugal - sexto grupo - Selo Centenário do Disco - Selo Os Açores na Historia da Aviação - Selo Natal 1987 1988 - Selo Arquitectura Popular - quarto grupo - Selo Castelos e Brasões de Portugal - sétimo grupo - Selo Protecção da Natureza - Portugal - Selo 500 Anos da Viagem de Bartolomeu Dias - Selo 500 Anos da Viagem de Pêro da Covilhã - Selo Castelos e Brasões de Portugal - oitavo grupo - Selo EUROPA 1988 - Selo EUROPA 1988 - Açores - Selo EUROPA 1988 - Madeira - Selo Centenário do Nascimento de Jean Monet - Selo Évora - Património Mundial - Selo Aves da Madeira - Selo Casas de Colombo na Madeira - Selo Castelos e Brasões de Portugal - nono grupo - Selo Pintura Portuguesa do Século XX - primeiro grupo - Selo Jogos Olímpicos de Seoul - Selo Aves dos Açores - Selo Vestígios da Civilização Romana em Portugal - Selo Pintura Portuguesa do Século XX - segundo grupo - Selo Pedras de Armas e Brasões Açorianos 1989 - Selo Arquitectura Popular - quinto grupo - Selo Datas da História em Portugal - Selo Protecção da Natureza - Açores - Selo Felicitações - Selo Pintura Portuguesa do Século XX - terceiro grupo - Selo Eleições para o Parlamento Europeu - Selo EUROPA 1989 - Selo EUROPA 1989 - Açores - Selo EUROPA 1989 - Madeira - Selo Transportes Típicos de Lisboa - Selo Moinhos de Vento - Selo 2º Centenário da Revolução Francesa - Selo Pintura Portuguesa do Século XX - quarto grupo - Selo Monumentos da Madeira - Selo 500 Anos do Povoamento dos Açores - Selo Peixes da Madeira - Palácios Nacionais - Flores Selvagens | - Ceres - Lusíadas - Caravela - Cavaleiro / D.Dinis - Paisagens e Monumentos - Instrumentos de trabalho - Arquitectura popular portuguesa - Navegadores portugueses - Profissões e personagens do século XIX - Aves de Portugal - Máscaras de Portugal - Transportes Públicos Urbanos |